# تيم ويلكيرسون
تيم ويلكيرسون (بالإنجليزية: Tim Wilkerson)‏ هو سائق سباق أمريكي، ولد في 29 ديسمبر 1960 في سبرينغفيلد في الولايات المتحدة.